# 捷特·伊雲斯
謝德溫·米高·"捷特"·伊雲斯（英語：Chedwyn Michael "Ched" Evans，1988年12月28日—）出生於拉爾（Rhyl），是一名威爾斯足球運動員，司職前鋒，出身曼城青訓系統，現效力於英冠球隊普雷斯頓。
2012年4月，埃文斯被判干犯强奸罪并入狱两年半。
2016年4月21日，其判决被英格兰和威尔士上诉法院撤销并下令重審。2016年10月14日，其上訴得直，被改判无罪。在重审之前，他加入了切斯特菲尔德足球俱乐部。

## 生平

### 球會
曼城
捷特·伊雲斯出身威爾斯球會車士打的青訓系統，直到球隊因財政困難而解散青少隊，伊雲斯轉投曼城，於2006/07年球季為曼城青年隊上陣23場射入16球，同時亦為預備隊上陣10場及射入6球。
2007年9月25日伊雲斯首次為一隊上陣，於英格蘭聯賽盃主場1-0擊敗诺里奇城在比賽末段後補入替（Geovanni），在這場比賽前一週，伊雲斯為預備隊對新特蘭演出帽子戲法及對時梅開二度。
同年11月21日伊雲斯獲外借到诺里奇城直至2008年1月1日，於加盟後第二週以後補身份首次上陣，結果球隊以3-1擊敗黑池。12月4日首次正選上陣主場對，開賽後僅2分鐘即射入首個入球，協助球隊以2-1取得勝利。在下一場比賽主場對錫菲聯再接再厲，於10分鐘射入，1-0直到完場。伊雲斯於借用期滿後返回曼城。最初諾域治領隊要求延長借用為曼城所拒，其後於1月10日宣佈伊雲斯再獲准外借到諾域治直到2月26日，而曼城有權在2月6日後隨時召回，惟於1月尾經兩球會商討後，伊雲斯獲准留在諾域治直到球季結束。時任曼城領隊宣稱他無意出售伊雲斯，季後他會重返曼城。2月9日主場對卡迪夫城，伊雲斯包辦兩球協助球隊2-1獲勝；踏入4月份，伊雲斯狀態大勇，4場比賽全部取得入球，包括4月13日對的「東盎格利亞郡打吡」（East Anglian Derby）。在借用期結束，伊雲斯共為諾域治上陣28場，20場正選及8場後備，射入10球，對為護級掙扎的諾域治而言，是不俗入球的比率。
2008年8月18日英超揭幕戰曼城作客對阿士東維拉，伊雲斯原本只列後備席，但（Valeri Bojinov）在熱身時不慎受傷，伊雲斯意外地獲得在英超首次上陣的機會。9月21日曼城以6-0大勝樸茨茅夫，伊雲斯射入球隊的第五球兼個人英超的首個入球。
錫菲聯
捷特·伊雲斯於2009年7月24日以300萬英鎊轉投英冠球會錫菲聯，簽約三年，於新球季揭幕戰首次代表「大關刀」出戰米杜士堡，雙方0-0言和終場。在週中為威爾斯U21梅開二度後，伊雲斯於首次主場上陣取得入球，協助球隊2-0擊敗。

### 國家隊
威爾斯U21
捷特·伊雲斯於2007年首次代表威爾斯U21上陣，自此一直成為球隊重心，於11月20日對法國U21更演出帽子戲法，是球隊歷來第四名球員吃出大三元。8月12日對匈牙利及10月10日對波斯尼亞伊雲斯均梅開二度，使他代表威爾斯U21上陣12場射入13球，進一步鞏固其首席射手地位。
威爾斯
2008年5月28日伊雲斯首次代表大國腳上陣對冰島，以後跟射入致勝球，使他成為領隊（John Toshack）麾下一員重要棋子。

## 外部連結
- 足球数据库：捷特·伊雲斯的球员统计数据